# Neocardiophorus
Neocardiophorus is een geslacht van kevers uit de familie  
kniptorren (Elateridae).
Het geslacht werd voor het eerst wetenschappelijk beschreven in 1966 door Elena Gurjeva.

## Soorten
Het geslacht omvat de volgende soorten:
- Neocardiophorus fausti Gurjeva, 1966
- Neocardiophorus mamajevi Gurjeva, 1966